# Feest in 't Park
Feest in 't Park is een jaarlijks mondiaal festival, georganiseerd door Brugge Plus in opdracht van Stad Brugge in samenwerking met Lokaal Mondiaal en de Feest in't Park werkgroep.
Het festival staat in teken van het mondiaal beleid van Stad Brugge en lokt gemiddeld 10.000 bezoekers naar het Minnewaterpark. Voornamelijk organisaties die betrokken zijn bij ontwikkelingssamenwerking laten zich zien op het festival. Er wordt zo veel mogelijk met producten gewerkt die verkregen zijn met eerlijke handel.
Er zijn workshops, exposities, een markt met wereldkeuken, verkoop -en infostands en live optredens. Tijdens de namiddag is er het 'Wereldkinderdorp' dat een groot deel van het festivalterrein inneemt.

## Vorige edities
| Jaar | Bands |                            |
| ---- | --- | -------------------------- |
| 2022 | El Juntacadáveres, Orchestre International du Vetex, Paco Diatta, Team Damp, Musique Plastique, Jambo Afrika, Mariachi Los Tarascos                                       |                            |
| 2019 | Amparanoia, 47Soul, Cafe Con Leche, Team Damp, Maya Sapera, Panne Dua |                            |
| 2018 | Antwerp Gipsy-Ska Orkestra, Djeli Moussa Condé, Arumbo, Team Damp, DrumSpirit, Amoukanama Circus, Saly Djiba, Arabeska Tanoura                                            |                            |
| 2017 | Nicolas Mortelmans, Dobet Gnahoré, Papa Mojito, Xamanek, Mokoomba, Nyaka Ngoma, Jhalik Punjab Di Banghra                                                                  |                            |
| 2016 | The Subtitles, Radio Martiko, Proyeccion Latina, Rootsriders |                            |
| 2015 | Leki, Debademba, Adesa, Los Callejeros |                            |
| 2014 | Radio Oorwoud, Teddy Dan & The Irie Vibes Band, El Juntacadáveres , Takeifa, Aline Lua & Brazilian All Stars Band                                                         |                            |
| 2013 | Balcony Players, Ritmo Latino, Kasba, RSVP |                            |
| 2012 | Cafe Con Leche, Abdelli, Sindicato Sonico, N'Faly Kouyaté & Dunyakan |                            |
| 2011 | Zion Youth, Achanak, Cubamania, Sayon bamba |                            |
| 2010 | Gori Ka Dance Orchestra, DJ Desperado, Donder in 't Hooi, Los Callejeros, Habib Koité & Bamada                                                                            |                            |
| 2009 | Paco Diatta & Afromandinka, Zulema sexteto, Leki, Café con Leche |                            |
| 2008 | Hadise, Aedo, Havana Impacto, Manou Gallo |                            |
| 2007 | Bagadski, Brahim, Dilber, Lebocha, Omar Ka, Savana Station, Saling Asah                                                                                                   |                            |
| 2006 | N'Faly Kouyaté & Dunyakan, The Rhythm Junks, Wakende & Friends, Faszóladuda                                                                                               | Ontwerp: Pieter Van Eenoge |
| 2005 | Faszóladuda, LKMtiv, Elbrus, Ashels, Papa Boni & Kundi Bora | Ontwerp: Pieter Van Eenoge |
| 2004 | Grupo Caribe, Melike, Banda Tropical | Ontwerp: Pieter Van Eenoge |
| 2003 | Abahizi 'N' Abatimbo, Está Loco, Buadee & The Walkers | Ontwerp: Pieter Van Eenoge |
| 2002 | Wiedere, Djamel, Proyeccion Latina, DJ Grazhoppa, Les Talons Gitans |                            |
| 2001 | Kanamiel, Timnaa, The Congee |                            |
| 2000 | De Vieze Gasten Plugged, Batukada, Jah Wutafii, Gipsy Wolves, Kalulu en de dieren van het oerwoud                                                                         |                            |
| 1999 | Latinando, De Boze Geesten, Formule 1, Het schrikkeltrio |                            |
| 1998 | Tierra Nueva, Formule 1, Al Harmoniah, Hei Pasoep, Mosaïc |                            |
| 1997 | Feso Trombone, Zila |                            |
| 1996 | Akwaabe, Klody |                            |
| 1995 | |                            |
| 1994 | |                            |
| 1993 | Leonardo, Multivisie Bolivia, Wina Wan |                            |
| 1992 | |                            |
| 1991 | Waldo en Geert, Belçikal, Los Sajras De Bolivia, Fanfare Plutonius, Claudy And His Band                                                                                   |                            |
| 1990 | |                            |
| 1989 | |                            |
| 1988 | |                            |
| 1987 | |                            |
| 1986 | |                            |
| 1985 | |                            |
| 1984 | Fanfare Sint-Plutonius, Hey Pasoep Koor, Leonardo Alalu (Argentinië), El Kholoud (Marokko), Diah Tantri (Indonesië), Los Tres Hermanos (Chili)                            |                            |
| 1983 | Fanfare Sint-Plutonius, Brugs Strijdkoor, Theater De Zille, El Mosamacha (Marokko), Theater Kopspel, Diah Tantri (Indonesië), El Pehuenche (Chili), Les Prophètes (Zaïre) |                            |
| 1982 | Brugs Strijdkoor, Multivisie Bolivia, Clown Dokus, Theater Symptoon, Omar en Ximena (Chili), Dansgroep Filia, Winawan (Suriname)                                          |                            |